# El caso del inspector Queen
El caso del Inspector Queen (Inspector Queen's own case) es una novela policíaca del autor Ellery Queen, publicada en 1956.
Un matrimonio millonario, que no puede tener hijos, contrata a un abogado sin escrúpulos para que les proporcione un bebé recién nacido de forma ilegal, para cuidarlo como si fuera suyo en la mansión que tienen en una isla, una especie de urbanización de alto rango, con vecinos del mismo nivel y con vigilancia propia. Traen consigo a una enfermera especializada en la maternidad para que resida con ellos las veinticuatro horas del día, ya que la esposa del millonario padece ciertos desequilibrios y no sabe cuidar adecuadamente al bebé. Pero una noche el niño aparecerá asfixiado.
El inspector Richard Queen, ya retirado, y que se encuentra alojado de vacaciones en casa de su amigo, jefe de policía de la población más cercana a la isla, cree que se trata de asesinato, aunque todos los indicios demuestren lo contrario. A esta conclusión llega movido por la declaración de la enfermera, una atractiva mujer de más de cincuenta años, por la que pronto sentirá algo más profundo aunque no quiera reconocerlo.

Esta novela, en la que el protagonista no es Ellery Queen sino  su padre, un jefe de policía de Nueva York, ya jubilado, destaca no solo por el caso policíaco en sí, sino por el fino sentido del humor que destila, y sobre todo por la relación que se establece entre el viejo y curtido policía, viudo, y una enfermera que no ha tenido nunca suerte en su vida sentimental. Ambos sienten una fuerte atracción teñida de timidez, lo que hace que, aunque estén deseándolo, no lleguen nunca a dar el paso definitivo, una subtrama  llena de humanidad, un "amor otoñal".
La novela ha sido publicada en España por Ediciones Picazo, de Barcelona, en 1979, dentro de su colección "Polismen", volumen 41.
- Datos: Q97184956